# Helgolandøya
Helgolandøya (deutsch auch Helgolandinsel) ist die viertgrößte Insel von König-Karl-Land im norwegischen Spitzbergen-Archipel.
Sie liegt 8,8 km südlich von Kapp Åkerhielm auf Kongsøya und markiert die südliche Begrenzung der Bucht Breibukta. Ihr Nachbar 1800 Meter im Süden ist die lang gestreckte Insel Tirpitzøya. Die unregelmäßig geformte, bis zu 20 m hohe Helgolandinsel ist 2,3 km lang und bis zu 1,4 km breit. Ihre Oberfläche besteht aus regellos geschichteten Gesteinstrümmern. Die Insel wurde am 23. Juli 1898 von der deutschen naturwissenschaftlichen Helgoland-Expedition unter Leitung der Zoologen Fritz Römer und Fritz Schaudinn entdeckt und nach ihrem Expeditionsschiff benannt.